# یانیس نیوونر
یانیس نیوونر (انگلیسی: Jannis Niewöhner؛ زادهٔ ۳۰ مارس ۱۹۹۲) یک هنرپیشه اهل آلمان است. 
از فیلم‌ها یا برنامه‌های تلویزیونی که وی در آن نقش داشته است می‌توان به یاقوتی اشاره کرد.